# Ятабаре, Самбу
Самбу Ятабаре (фр. Sambou Yatabaré; 2 марта 1989, Бове, Франция) — малийский футболист, полузащитник клуба «Амьен» и сборной Мали.
Старший брат Самбу — Мустафа Ятабаре также профессиональный футболист.

## Клубная карьера

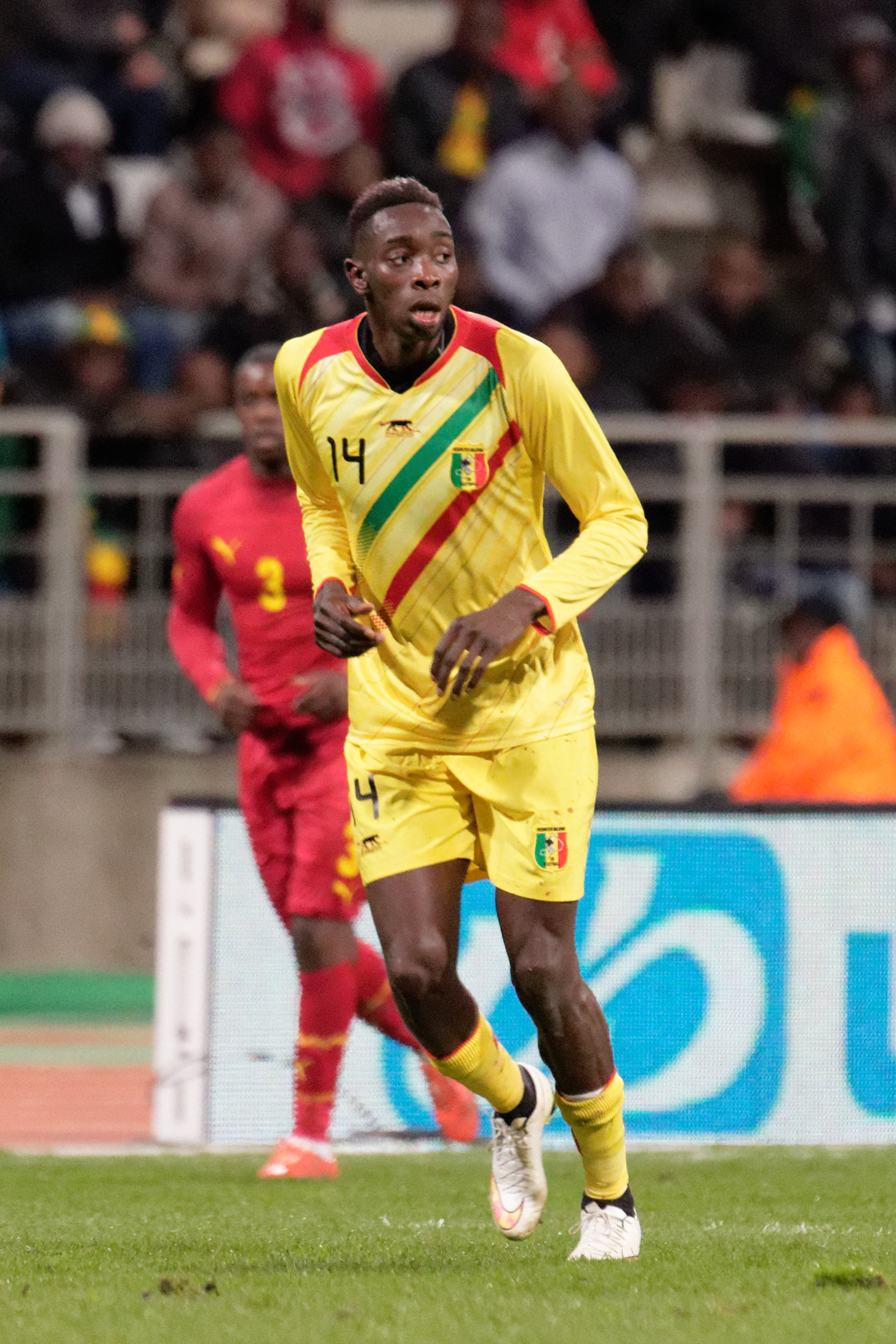
Ятабаре в составе сборной Мали

Ятабаре — сын рабочего из Мали и технического специалиста из Сенегала. В 9 лет Самбу начал посещать футбольную школу небольшого клуба из своего родного города. Один из тренеров «Кана» заметил Ятабаре и пригласил в свою команду. Самбу провёл год в молодёжной академии клуба и в 2008 году был включён в заявку на сезон. 7 марта 2009 года в матче против «Гренобля» он дебютировал в Лиге 1. 18 апреля в поединке против «Нанси» Самбу забил свой первый гол за клуб. По окончании сезона «Кан» вылетел в Лигу 2, но Ятабаре остался в команде и смог завоевать место в основе. По окончании сезона он помог клубу вернуться в высший дивизион.
В конце лета 2011 года Самубу перешёл в «Монако», который выступал в Лиге 2. 9 сентября в матче против «Анже» он дебютировал за новый клуб. 30 января в поединке против «Ланса» Ятабаре забил свой первый гол за клуб. Сезон Самбу доигрывал за команду резервистов, а летом он разорвал контракт с клубом. Его новой командой стала «Бастия». 11 августа в матче против «Сошо» Ятабаре дебютировал за новый клуб. 22 декабря во встрече против «Нанси» Самбу забил свой первый гол.
30 августа 2013 года Ятабаре перешёл в греческий «Олимпиакос». Сумма трансфера составила 2 млн евро. 14 сентября в матче против «Ксанти» он дебютировал в Суперлиге, заменив во втором тайме Давида Фустера. 27 октября в поединке против ОФИ Самбу забил свой первый гол за клуб. В начале 2014 года Самбу был отдан в аренду в свой бывший клуб «Бастию». Летом того же года он на правах аренды перешёл в «Генгам». 21 сентября в матче против «Монако» Ятабаре дебютировал за новый клуб. 1 ноября в поединке против своего бывшей команды «Бастии» он забил свой первый гол за «Генгам».
Летом 2015 года на правах аренды Самбу перешёл в льежский «Стандард». 13 сентября в матче против «Локерена» он дебютировал в Жюпиле лиге.
В начале 2016 года Ятабаре перешёл в немецкий «Вердер». 20 февраля в матче против «Ингольштадт 04» он дебютировал в Бундеслиге, заменив во втором тайме Левина Озтунали. 16 апреля в поединке против «Вольфсбурга» Самбу забил свой первый гол за бременский клуб.

## Международная карьера
18 ноября 2008 года в матче против сборной Алжира Ятабаре дебютировал за сборную Мали. В 2013 году он был включен в заявку национальной команды на участие в Кубке африканских наций в ЮАР. На турнире Самбу был запасным футболистом и не сыграл ни минуты.
В начале 2015 года он во второй раз отправился на Кубок Африки. На турнире Ятабаре принял участие в поединках против команд Камеруна, Кот-д’Ивуара и Гвинеи. В матче против камерунцев он забил гол.
В начале 2017 года в Мустафа третий раз принял участие в Кубке Африки в Габоне. На турнире он сыграл в матчах против команд Ганы и Египта.

### Голы за сборную Мали
| #   | Дата            | Место                                        | Противник   | Счёт | Результат | Соревнование                              |
| --- | --------------- | -------------------------------------------- | ----------- | ---- | --------- | ----------------------------------------- |
| 01. | 11 октября 2014 | Городской стадион, Аддис-Аббеба, Эфионпия    | Эфиопия     | 0:2  | 0:2       | Кубок африканских наций 2015 квалификация |
| 02. | 20 января 2015  | Новый стадион, Малабо, Экваториальная Гвинея | Камерун     | 1:0  | 1:1       | Кубок африканских наций 2015              |
| 03. | 4 сентября 2016 | 26 марта, Бамако, Мали                       | Бенин       | 1:0  | 5:2       | Кубок африканских наций 2017 квалификация |
| 04. | 8 октября 2016  | Буаке, Буаке, Кот-д’Ивуар                    | Кот-д’Ивуар | 0:1  | 3:1       | Чемпионат мира 2018 квалификация          |